# Papeški orientalski inštitut
Papeški vzhodni inštitut (Orientale) je katoliška visokošolska ustanova s sedežem v Rimu.  
Že v času papeževanja Leona XIII. je katoliška cerkev imela načrt, da ustanovi visoko šolo, ki se bo ukvarjala z vzhodnim krščanstvom, vendar ga je uresničil šele leta 1917 papež Benedikt XV. (1914-1921). Papeški vzhodni inštitut je povezan v Consortium skupaj s Papeško univerzo Gregoriana (ustanovljena leta 1551) in Papeškim biblijskim inštitutom (ustanovljen leta 1909), ki sta oba tudi v Rimu. Vse tri ustanove upravlja Družba Jezusova. Papeški vzhodni inštitut je odvisen od Svetega sedeža, vendar je upravljanje in vodenje zaupano Družbi Jezusovi. Njegov veliki kancler je prefekt Kongregacije za vzhodne cerkve, namestnik velikega kanclerja je general Družbe Jezusove, medtem ko je za odobritev akademskih programov pristojna Kongregacija za katoliško vzgojo. 
Število študentov v študijskem letu 2018–2019:   
351 na Fakulteti za vzhodne cerkvene vede (SEO);   
71 na Fakulteti za vzhodno kanonsko pravo (DCO);   
skupaj 422, od tega 242 gostujočih študentov z drugih fakultet.   
Poleg profesorjev in študentov Vzhodnega inštituta je vsako leto še približno 400 zunanjih študentov, ki zaradi svojih raziskav obiščejo knjižnico.  

## Poslanstvo
Papeški vzhodni inštitut, ki ga je ustanovil papež Benedikt XV. leta 1917 in ga je leta 1922 papež Pij XI. zaupal Družbi Jezusovi, je višja šola, ki ima kot svoje posebno poslanstvo služenje vzhodnim cerkvam. Po njegovem delovanju naj bi vzhodne krščanske cerkve bolj poznale "neizmerno bogastvo, ki ... je ohranjeno v zakladnicah njihovih tradicij" (sv. Janez Pavel II., Orientale Lumen 4), hkrati pa bi zahodni svet odkrival to premalo poznano bogastvo. Poslanstvo Papeškega vzhodnega inštituta ima za svoj cilj raziskovanje, poučevanje in objavljanje tega, kar je povezano s tradicijami vzhodnih cerkva na področjih njihove liturgije, teologije, patristike, zgodovine, kanonskega prava, literature in jezikov, duhovnosti, arheologije in vprašanj, ki so važna za ekumensko in geopolitično področje.
Namen Papeškega vzhodnega inštituta  je izobraževanje študentov, ki so končali prvo stopnjo bogoslovja, ne glede na njihovo versko pripadnost, latinsko ali grško-katoliško, pravoslavno ali drugačno, da bi poglobili svoje znanje o krščanskem vzhodu znotraj njegovih Cerkvah, teologij, duhovnosti, liturgij, kanonska prava, zgodovine in kulture. Študenti prihajajo večinoma iz dežel vzhodnih cerkva: Bližnji vzhod, Vzhodna Evropa, Afrika (Egipt, Etiopija in Eritreja) in Azija (Kerala in drugi deli Indije; Kitajska); veliko študentov je iz Evrope in obeh Amerik, ki jih zanima preučevanje krščanskega vzhoda. V našem času, ko se veča pretok migrantov in beguncev iz nekaterih zgoraj omenjenih držav, mnogi študentje pridejo tudi iz vzhodnokrščanskih skupnosti v diaspori. 

## Zgodovina

### Prva leta
Prvi začasni sedež Papeškega vzhodnega inštituta  je bil v neposredni bližini Vatikana v palači dei Convertendi na trgu Scossacavalli, ki je bil pozneje preurejen v Via della Conciliazione. Začasno je bil Inštitut v stavbah, kjer je zdaj Papeški biblijski inštitut na ulici della Pilotta 25, leta 1926 pa je dobil svoj dokončni sedež na Piazza di Santa Maria Maggiore 7, kjer je še danes. Od vseh cerkva v Rimu je bazilika svete Marije Velike tista, ki najbolj spominja na vzhod. V njej so znameniti mozaiki, ki so bili narejeni pod papežem Sikstom III. (432–440) v počastitev tretjega ekumenskega koncila v Efezu (431), ki je zato, da bi poudaril resnico, da je Jezus Kristus oseba, izjavil, da je njegova mati Marija Božja Mati - ali Theotokos, kot jo imenujejo Grki. Ker se bazilika ponaša z relikvijami jaslic, je liturgično znana kot "ad Praesepe", cerkev jaslic. V tej baziliki sta v drugi polovici devetega stoletja apostola Slovanov, sveta Ciril in Metod, položila svoje liturgične knjige, kot znamenje, da je od zdaj, ko jih je papež odobril, bogoslužje mogoče slaviti v cerkveno-slovanskem jeziku. V eni od stranskih ulic nasproti Papeškega vzhodnega inštituta stoji bazilika Santa Prassede s svojimi karolinškimi mozaiki, ki pričajo o papežu sv. Paskalu I. in njegovi odločni zavrnitvi ikonoklazma, ki se je v času gradnje bazilike (817) širil na vzhodu. V bližini je marmornata plošča, ki spominja na kraj smrti svetega Cirila, brata svetega Metoda, ki je umrl leta 869. Znotraj kompleksa, kjer se nahaja Papeški vzhodni inštitut, je cerkev svetega Antona puščavnika (Sant'Antonio Abate), ki ga vzhodne krščanske cerkve posebej častijo. Ta svetnik je v ljudski pobožnosti zelo navzoč tudi v Rimu, kjer se ljudje še vedno spominjajo časov, ko so v tej cerkvi blagoslavljali živali. Od leta 1929, ko je papež Pij XI. (1921–1939) ustanovil Papeški ruski zavod, imenovan Russicum, cerkev vodijo jezuiti, ki živijo v zavodu. V mnogih pogledih je pozicija Papeškega vzhodnega inštituta resnično idealna.

### Prvih sto let
Papeški vzhodni inštitut je nastal kot vzporedna (sestrinska) ustanova Kongregacije za vzhodno cerkev, katere ime je bilo leta 1967 spremenjeno v Kongregacijo za vzhodne cerkve. Brez povezave s tem pomembnim organom Svetega sedeža ne moremo razumeti namena in poslanstva Papeškega vzhodnega inštituta in tega, kako to, da je bil ustanovljen leta 1917, sredi "nepotrebnega klanja" prve svetovne vojne. Problem, na katerega je ustanovitev Papeškega vzhodnega inštituta hotela odgovoriti, izvira časovno daleč nazaj. Poznan je kot vprašanje Vzhoda, vprašanje, ki se je prvič pojavilo po ponižujočem porazu Osmanskega cesarstva v boju proti Rusiji leta 1774 (prim. mirovna pogodba v Küçük Kaynarci) in je postalo še bolj ostro, ko je Napoleon leta 1798 zavzel Egipt, namreč vprašanje, kaj lahko storimo za milijone kristjanov pod Otomani, ko bo Osmansko cesarstvo izginilo? Vprašanje je doseglo vrhunec med evharističnim kongresom v Jeruzalemu leta 1893, ko so vzhodni katoliški patriarhi papeškega delegata, kardinala Benoîta Langenieuxa seznanili s težavami in prošnjami vernikov svojih skupnosti, ta pa jih je posredoval papežu. Leon XIII. je takoj za naslednje leto (1894) sklical zbor vzhodnih katoliških patriarhov, po katerem je napisal apostolsko pismo Orientalium dignitas, ki znano kot Magna Carta ali Velika listina pravic vzhodnih katoličanov. 
Ko je po februarski revoluciji leta 1917 prišlo do razpada Ruskega cesarstva in se je bližal razpad Otomanskega, se je papež odločil, da bo ukrepal. Z motu proprio z naslovom Providentis Dei (1.05.1917) je ustanovil Vzhodno kongregacijo, z motu proprio Orientis catholici (15.10.1917) pa Vzhodni papeški inštitut. Prefekturo nove Kongregacije je papež pridržal zase in je zato na začetku Kongregacijo vodil samo tajnik, čeprav bi v skladu s kanonskim pravom (prim. Kan. 257 Codex Iuris canonici Pij-Benediktov zakonik iz leta 1917, ki je to natančno določil) moral prefekt biti kardinal. Že tri leta po ustanovitvi Papeškega vzhodnega inštituta je Benedikt XV. z apostolsko konstitucijo Quod nobis in condendo inštitutu podelil pravico, da podeljuje akademske diplome. Papež je že od začetka vztrajal pri tem, da inštitut potrebuje bogato specializirano knjižnico, ki bo učnemu osebju in študentom inštituta omogočala preučevanje in raziskovanje. 
Prvi profesorji so bili izbrani iz različnih redovnih skupnosti in tudi izmed laikov. To so bili: Antoine Delpuch (1868–1936)  iz reda Belih očetov, ki je v prvem letu delovanja Vzhodnega inštituta (1918–19) zasedal položaj prodekana; dva benediktinca, tudi blaženi Alfredo Ildefonso Schuster; trije asumpcionisti, med njimi Martin Jugie (1878–1954), ki je bil profesor na Vzhodnem inštitutu le prvih pet let in je napisal obsežen povzetek zgodovine vzhodne teologije; en dominikanec; en redovnik iz reda mekitaristov; štirje jezuiti, med njimi znameniti arheolog Guillaume de Jerphanion (1877–1948); dva Rusa, en Grk in en Etiopec; trije laični profesorji, med njimi priznani filolog in zgodovinar Michelangelo Guidi. 
Kmalu po tem, ko je postal papež, je Pij XI. sprevidel, da bi bilo bolje, če bi za Papeški vzhodni inštitut skrbel samo en red; in to ne le glede njegovih neposrednih potreb, ampak tudi zaradi boljše priprave tistih, ki bodo v prihodnosti skrbeli za poučevanje na Vzhodnem inštitutu. Njegova izbira se je ustavila pri jezuitih in ob srečanju s patrom generalom Vladimirjem Ledochowskim (14.09.1922) je Vzhodni inštitut zaupal Družbi Jezusovi. To je svetoval tudi opat Alfred Ildefonso Schuster OSB, ki je medtem postal prvi dekan Vzhodnega inštituta z vsemi pooblastili. Prvi dekan iz jezuitskega reda je bil Michel d'Herbigny (1880–1957), ki je Vzhodni inštitut vodil od leta 1922 do 1931. Bil je zelo sposoben človek in mu je uspelo nastajajočemu Inštitutu dati nov zagon s publikacijami in tudi z novim sedežem na Piazza di Santa Maria Maggiore. Zaradi zapletov, ki so se zgodili med njegovim dokaj občutljivim poslanskim potovanjem v Rusijo, se je predčasno odpovedal tej službi. V vlogi dekana so ga nasledili: Emil Hermann (1932–1951), zelo cenjen nemški kanonist, ki mu je previdnost pomagala voditi Inštitut med vojno; Ignacio Ortiz de Urbina (1951–57), Bask in priznan strokovnjak na področju patristike; Alphonse Raes (1957–1962), slaven raziskovalec sirijskih tradicij, ki je postal prefekt vatikanske knjižnice; Joseph Gill (1962–63), veliki strokovnjak za koncil v Firencah (1438–45) in glavni urednik publikacije s poročili s tega koncila; ponovno Joseph Gill (1964-1967), ki je leta 1965 dobil naslov jezuitskega rektorja; Ivan Žužek (1967–72), ki je kasneje postal tajnik Papeške komisije za prenovo vzhodnega kanonskega prava; Georges Dejaifve (1972–76), poznan po delu na področju ekumenizma; Eduard Huber (1976–81), nekdanji rektor šole Meudon School of Russian; Peter-Hans Kolvenbach (1981–83), ki je po kratkem času za petindvajset let (1983–2008) postal general Družbe Jezusove; Gilles Pelland (1984–86), ki je pozneje postal rektor Gregorijanske univerze; Gino Piovesana (1986-90), kateremu so bile v veliko pomoč izkušnje, ki jih je pridobil kot rektor Univerze Sophia v Tokiu, in njegovo odlično poznavanje ruske filozofije; Clarence Gallagher (1990–95), kanonist, ki je opravljal službo tako dekana kot rektorja; ponovno Gilles Pelland (1995-98), edini rektor, ki je imel dva mandata v različnih obdobjih; Héctor Vall Vilardell (1998–2007), ekumenist, ki je bil rektor devet let; Ciril Vasil' (2007–09), kanonist, ki je po samo dveh letih postal nadškof tajnik Kongregacije za Vzhodne Cerkve; Sunny Kokkaravalayil (2009–10), tudi kanonist, bil je eno leto prorektor in sedem let redovni predstojnik skupnosti; James McCann (2010–15), ki je po izteku mandata postal višji podpredsednik Gregorijanske fundacije v New Yorku; in David Nazar (2015-), med njegovim službovanjem se Papeški vzhodni inštitut ni le prestrukturiral, ampak se je tudi skupnost jezuitskih profesorjev Inštituta združila s skupnostjo jezuitov v Papeškem ruskem kolegiju, znanem kot Russicum. 
Stoletno zgodovino ustanove (1917–2017) je mogoče bolj ali manj razdeliti na prvo obdobje začetnih enajst let, ko se je Papeški vzhodni inštitut postavljal na noge in postal znan, kar se je zgodilo z okrožnico papeža Pija XI. o proučevanju vzhodnega krščanstva Rerum orientalium (1928). Sledilo je naslednjih trideset let, kar nas je pripeljalo na prag drugega vatikanskega koncila (1928-1958), ko je bil del bogate žetve, ki je bila pričakovana, že zbran in so bili postavljeni temelji za nadaljnjo gradnjo. V naslednjih tridesetih letih po koncilu do leta 1989 je sveži veter drugega vatikanskega koncila ponovno vzbudil zanimanje za krščanski vzhod in Vzhodni inštitut. Ko se je leta 1989 Vzhodna Evropa ponovno odprla, so se tudi Inštitutu odprle nove povezave in priložnosti v dotlej prepovedanem svetu in veliko novih študentov iz teh držav je lahko začelo študirati na Vzhodnem inštitutu. 

### 21. stoletje
V skladu s sodobnimi pedagoškimi standardi za akademsko raziskovanje je bila knjižnica pred kratkim prenovljena s klimatsko napravo, vrhunsko LED osvetlitvijo, sodobno akustiko in vse večjim številom digitalnih virov. Ob stoletnici ustanovitve Vzhodnega inštituta(1917–2017) je 12. oktobra 2017 obiskal Inštitut papež Frančišek. Njegova velikodušna donacija je omogočila večjo prenovo, ki je povečala prostore Inštituta in zagotovila sodobne pisarne profesorjem, jedilnico za študente in sejne sobe za fakulteto in študente. Papeški vzhodni inštitut uporablja G Suite in Google for Education, medtem ko je hitrost internetne povezave povečana na 1 gigabajt. To omogoča, da konferenčna soba oddaja dogodke v živo in ponuja možnost spletnih tečajev in konferenc s pomočjo Googlovega pogovora Hangout. Razsvetljava in akustika sta bila nadgrajeni po sodobnih digitalnih in pedagoških standardih. 

## Knjižnica
Knjižnica inštituta je nedvomno najdragocenejši biser Papeškega vzhodnega inštituta. Gre za eno najbolje založenih knjižnic na svetu v zvezi s krščanskim vzhodom. Knjižnica je kupila nekatere knjige, ki so izšle v prvih letih Sovjetske zveze in jih zdaj ni mogoče najti nikjer drugje. Papeški vzhodni inštitut je vedno skrbno spremljal vse, kar se je dogajalo na Vzhodu, tako ima knjižnica na primer celotno zbirko časopisa Pravda. Prostor knjižnice je bil znatno povečan zaradi zanimanja papeža Janeza Pavla II. po njegovem obisku na Vzhodnem inštitutu leta 1987. Velika konferenčna dvorana Aula magna, v kateri je del knjižnice in ki je bila obnovljena ob praznovanju stoletnice leta 2017, nudi varen prostor za mednarodne razprave o problematičnih in občutljivih časih. Sirija, avtokefalnost, genocid, nenasilje so nekatere izmed tematik, pri katerih so lahko v pogovorih sodelovali muslimanski imami, diplomati, patriarhi, kardinali in "preprosti ljudje". 

## Akademija

### Fakulteta in jeziki.
Papeški vzhodni inštitut ima samo dve fakulteti, eno za vzhodne cerkvene znanosti in drugo za vzhodno kanonsko pravo. Na začetku je bila samo ena fakulteta, ki je vključevala program, kot je bil opisan že v ustanovnem besedilu Benedikta XV. (1917), namreč teologijo, duhovnost, liturgijo in kanonsko pravo ter arheologijo in tiste pomožne vede, ki so potrebne za zagotovitev uravnoteženega študijskega programa za preučevanje družbenih struktur, umetnosti, kulture in zgodovine. V učnem načrtu imajo jeziki pomembno vlogo in poleg italijanščine, ki je glavni učni jezik, so glavni okvir študija vedno predstavljali klasična grščina, sirščina, ruščina in staroslovanščina. Poleg armenskega, koptskega, etiopskega in gruzijskega jezika, ki so postali del učnega načrta, sta v zadnjih letih dodana sodobna grščina in romunščina. Študij sodobne grščine je razdeljen na štiri stopnje, diplomo, ki se jo prejme, pa priznava grška vlada. Za študente kanonskega prava je potrebna latinščina, ki se jo tudi poučuje. Dober program italijanskega jezika je postal jedro pripravljalnega letnika. 
Fakulteta za vzhodno kanonsko pravo se je od Fakultete za vzhodne cerkvene znanosti ločila leta 1971, deloma tudi zaradi prenove vzhodnega kanonskega prava in priprave ustreznega zakonika. Tajnik te komisije je bil Ivan Žužek DJ (1924–2004). Papeški vzhodni inštitut s svojimi profesorji kanonskega prava še naprej ostaja glavno središče za obdelavo zakonika, ki ga ne uporabljajo samo vzhodne katoliške cerkve, ampak nanj z zanimanjem gledajo tudi v drugih delih pravoslavnega sveta.  

### Publikacije
Poleg poučevanja in podeljevanja diplom akademskih stopenj magisterija in doktorata je Papeški vzhodni inštitut pridobil sloves tudi po svojih publikacijah. Leta 1923 je izšla prva številka Orientalia Christiana. Po kakih stotih objavljenih številkah sta se leta 1934 razvili dve publikaciji, Orientalia Christiana Analecta, rezervirana za monografije, in Orientalia Christiana Periodica, namenjena člankom in pregledom. Ko je stopil v veljavo Zakonik kanonskega prava za vzhodne cerkve (CCEO), so se leta 1990 odločili, da bo začela izhajati nova serija monografij kanonskega prava. Tako se je leta 1992 pojavila prva številka Kanonika. Kritična izdaja Anaphorae Orientales, ki jo je leta 1939 začel izdajati Alphonse Raes, je opozorila na enega najbolj pozabljenih zakladov krščanskega vzhoda, nadaljeval pa jo je priznani vzhodni liturgist, profesor Robert Taft DJ. Ko je William Macomber objavil najstarejše znano besedilo evharistične molitve Anaphora Addai in Mari, si je malo ljudi lahko predstavljalo, kako bo to koristilo Kongregaciji za nauk vere leta 2001, ko se je odločila priznati pravovernost in veljavnost anafore brez izrecnih besed posvetitve. 

## Pomembni rezultati
(a) CCEO (Zakonik kanonskega prava za vzhodne Cerkve) je bil skoraj v celoti pripravljen na Vzhodnem inštitutu. To je bil za vzhodne kristjane velik korak naprej, saj so prvič imeli lastno cerkveno pravo, ki je vsaki od vzhodnih cerkva sui juris na vzhodu omogočila, da še naprej razvija svojo posebno pravo. (b) Drugi pomemben prispevek Vzhodnega inštituta je bila kritična izdaja dokumentov Florentinskega koncila (1438–1445), ki so jih pripravili profesorji Fakultete za vzhodne cerkvene vede. To je leta 1947 pripeljalo do odločitve Pija XII., da je armenski katoliški obred očistil vseh vplivov latinščine. Med drugimi omembe vrednimi raziskovalnimi deli naj omenimo do sedaj najpomembnejšo raziskavo o liturgiji svetega Janeza Krizostoma v 6 zvezkih; Enciklopedični slovar krščanskega vzhoda; prevode sirijskih rokopisov iz 9. do 13. stoletja z opombami; objava sedmih zvezkov dokumentov iz vatikanskega arhiva o armenskem vprašanju (1894-1925); podobna izdaja o asirsko-kaldejskem vprašanju (1908–1938); z opombami opremljen katalog 150 etiopskih rokopisov; podrobne študije mozaikov, fresk in arhitekture starodavnih cerkva v Mali Aziji in tako naprej. 

## Profesorji
Guillaume Jerphanion DJ je zelo znan po svojih raziskavah arheologije in cerkva v skalnatih votlinah Kapadokije. Marcel Viller DJ, ki je najprej poučeval patristiko na Vzhodnem inštitutu, je postal eden od ustanoviteljev pomembnega Dictionnaire de Spiritualité. Po mnenju njegovega naslednika kardinala Tomáša Špidlíka DJ, ki je bil tudi sam slaven poznavalec ruske duhovne teologije, je temelje vzhodne duhovnosti postavil Irenée Hausherr in njegove knjige se danes prodajajo, kot da bi bile napisane šele včeraj - podobno kot je to pri delih Juana Mateos-a DJ, ki je posnemal Antona Baumstarka (1872-1948) in ga R.F. Taft DJ ter G. Winkler imata za ustanovitelja "Matteos šole primerjalne liturgije" na Vzhodnem inštitutu. Georg Hofmann DJ je bil nemški cerkveni zgodovinar, ki je imel veliko vlogo pri izdaji aktov Florentinskega koncila. Vzhodni inštitut je slovel po celi generaciji liturgistov, med njimi sta Miguel Arranz DJ (1930–2008) in že omenjeni Robert F. Taft (1932–2018). Samir Khalil Samir DJ je bistveno prispeval k poznanju velike dediščine arabsko-krščanske literature. Gustav Wetter DJ je bil svetovno priznan strokovnjak na področju preučevanja marksizma. Placid J. Podipara C.M.I. je bil velik strokovnjak za kristjane svetega Tomaža.   

## Študentje
Patriarh Bartolomaios Archondonis, sedanji carigrajski patriarh, ki je študiral na Vzhodnem inštitutu od leta 1963 do 1968 in je napisal doktorsko delo O kodifikaciji svetih kanonov in kanonskih predpisov pod vodstvom prof. Ivana Žužka. 
Patriarh Gregorios III Laham, katoliški zaslužni patriarh iz Antiohije.
Kardinal Josyf Slipyj, prvi višji nadškof grškokatoliške cerkve v Ukrajini.
Kardanski patriarh Paul Cheiko Paul, kaldejski patriarh.
Patriarh Bidawid Rafael, babilonski kaldejski patriarh.
Patriarh Ignace Antoine Hayek, antiohijski sirski patriarh.
Patriarh Paul Méouchi, antiohijski koptski patriarh.
Patriarh Stephanos I Sidarouss, aleksandrijski koptski patriarh.
Nadškof. Mag. Sviatoslav Shevchuk, sedanji višji nadškof grškokatoliške cerkve v Ukrajini.
Dva generala Družbe Jezusove: Peter Kolvenbach, ki je bil rektor Papeškega vzhodnega inštituta, in Jean-Baptiste Janssens.  
Seznam kardinalov, ki so bili povezani s Papeškim vzhodnim inštitutom.  
Kardinal Alfredo Ildefonso Schuster OSB, prvi dekan in profesor vzhodne liturgije.
Kardinal Gregorio Pietro Agaganian.
Kardinal Franz König, kardinal nadškof in ustanovitelj fundacije Pro Oriente.
Kardinal Franz Ehrle, bivši profesor na Inštitutu.
Kardinal Ladisław Ruben, prefekt Vzhodne kongregacije.
Kardinal Aloys Grillmeier DJ, teolog in profesor patristike.
Kardinal Josef Tomko, upokojeni prefekt Kongregacije za evangelizacijo narodov.
Kardinal Tomáš Špidlík DJ, slaven avtor knjig o vzhodnokrščanski duhovnosti.
Kardinal Aloys Grillmeier, SJ, patrolog in učenjak.
Kardinal Tomáš Tomáš Špidlík , SJ, je zapisal avtorja o vzhodnokrščanski duhovnosti.
Seznam znanih bivših študentov se začne pri blaženem Eugènu Bossilkoffu, škofu v Nikolipogu v Bolgariji in mučencu. Aprila 2013 sta bila v Alepu v Siriji ugrabljena dva pravoslavna škofa, 
nekdanja študenta na Inštitutu: grški pravoslavni škof Paul Yazigi in sirski pravoslavni škof Mor Gregorius Yohanna Ibrahim. Njihova usoda, kot tudi usoda Michela Kajala, še enega podobno ugrabljenega nekdanjega študenta Fakultete za vzhodno kanonsko pravo, ostaja neznana. Drugi posebno znani študentje so: Engelbert Kirschbaum DJ, arheolog; Robert Murray DJ, strokovnjak za področje Sirije in velik prijatelj J.R.R.Tolkiena; Alessandro Bausani, strokovnjak za islam; Hans-Joachim Schultz, liturgist, Lambert Beauduin OSB, ustanovitelj opatije Chevetogne in René Vouillaume, prior Malih Jezusovih bratov. Tu je študiral tudi zelo znan teolog, ki so ga med drugo svetovno vojno ubili nacisti: Yves de Montcheiul DJ (1900-1942).

## Publikacije
- Orientalia Christiana Analecta objavlja knjižna dela strokovnjakov za vzhodno krščanstvo.
- Orientalia Christiana Periodica vsebuje članke in knjige.
- Kanonika obravnava teme kanonskega prava.
- Anaphorae Orientales tiska evharistične molitve krščanskega vzhoda.
- Edizioni Orientalia Christiana objavlja tudi posamezna dela. [33]

## Dodatni sodelavci in alumni
- Eugene Bossilkov
- Virgilio Canio Corbo
- Peter Dufka
- John D. Faris
- Borys Gudziak
- Moussa El-Hage
- Édouard Hambye
- Irénée Hausherr
- Michel d'Herbigny
- Mar Sarhad Yawsip Jammo
- Guillaume de Jerphanion
- Peter Hans Kolvenbach
- Stjepan Krizin Sakač
- Xavier Koodopuzha
- Hlib Lonchyna
- Thomas Mar Koorilos
- Teodor Martynyuk
- Józef Milik
- Paul Mulla
- George Nedungatt
- Andrew Pataki
- Aurel Percă
- Victor J. Pospishil
- Dimitri Salachas
- Samir Khalil Samir
- Leonardo Sandri
- Josyf Slipyj
- Joseph Soueif
- Tomáš Špidlík
- Robert F. Taft
- Mar Awa Royel
- William Toma
- Raphael Thattil
- Andrews Thazhath
- Jacob Thoomkuzhy
- Alexandr Volkonsky
- Cyril Vasiľ
- Ivan Žužek